# Saint-Agnan, Nièvre
Saint-Agnan là một xã của tỉnh Nièvre, thuộc vùng Bourgogne-Franche-Comté, miền trung nước Pháp.